# معامل الاستخدام

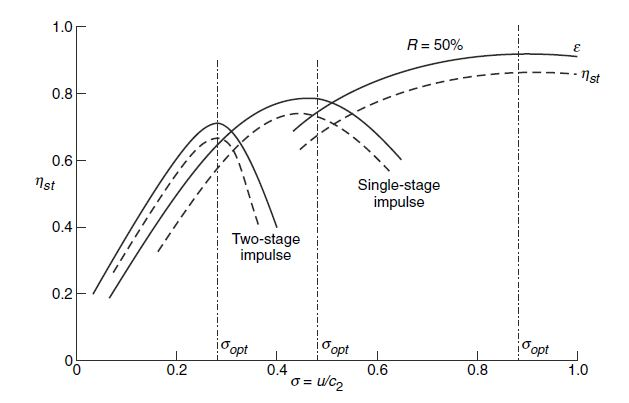
معامل الاستخدام مع نسبة سرعة الصلب إلى غاز

معامل الاستخدام (الانتفاع) هو النسبة بين الزمن الذي يكون فيه آلة مستخدمة إلى الزمن الكلى الذي يمكن أن تكون فيه الآلة مستخدمة.
- انه عادة متوسط مع الزمن وبالتالي يصبح التعريف بأنه النسبة بين كمية مستخدمة من الطاقة مقسومة على أقصى كمية يمكن استخدامها. هذان التعريفان متكافئان.

## الهندسة الكهربية
- في الهندسة الكهربية، معامل الاستخدام ({\displaystyle k_{\text{u}}})، هو النسبة بين أقصى حمل يمكن أن يسحب إلى السعة الكلية المقدرة لنظام ما.
- معامل الاستخدام يتعلق تقريبا بمفهوم معامل الحمل. حيث أن معامل الحمل هو النسبة بين الحمل الذي تسحبه آلة فعليا (متوسط مع الزمن) عندما تعمل إلى الحمل المقدر أو الكلى التي يمكن أن تسحبه.
- على سبيل المثال، موتور كبير الحجم (15كيلو وات) يسحب حمل ثابت (12 كيلو وات) عندما يعمل. فإن معامل الحمل للموتور يكون 12/15=80%.
- يمكن أن يستخدم الموتور السابق لمدة 8 ساعات يوميا، 50 ساعة أسبوعيا.
- ساعات التشغيل سوف تكون 2800 ساعة، ومعامل الاستخدام للموتور على أساس 8760 ساعة سنويا سوف يكون 2800/8760 = 31.96%.

## تعريف أخر
- في هندسة خطوط الأنابيب البحرية، هو النسبة بين أقصى إجهاد مسموح به إلى الإجهاد العام في هذا الجزء.
- في محطة توليد الطاقة الكهربية، فإن الاستخدام يتغير على حسب الطلب على المحطة من السوق الكهربي.